# Sander Berge
Sander Bolin Berge (* 14. Februar 1998 in Asker) ist ein norwegischer Profifußballer, der als defensiver Mittelfeldspieler für den Premier-League-Verein FC Fulham und die norwegische Nationalmannschaft spielt.

## Verein
Berge begann seine Karriere bei Asker Fotball und wechselte später zum Erstligisten Vålerenga Oslo. Sein Tippeligaen-Debüt gab er am 11. Juli 2015 gegen Sandefjord Fotball. Im Januar 2017 verpflichtete ihn KRC Genk, bei der er einen Vertrag bis zum 30. Juni 2021 unterschrieb. Seine Ligapremiere gab er am 21. Januar 2017 bei einem 1:0-Sieg gegen KAS Eupen in der Division 1A. Am Ende der Saison 2018/19 konnte er mit dem Verein die belgische Meisterschaft feiern.
Ende Januar 2020 wechselte er zu Sheffield United in die englische Premier Liga. Mit dem Aufsteiger sicherte er sich als Tabellenneunter souverän den Klassenerhalt in der Premier League 2019/20. In der Saison 2020/21 konnte der Verein die guten Leistungen aus dem Vorjahr nicht bestätigen und stieg als Tabellenletzter wieder aus der ersten Liga ab.
Im August 2023 wechselte Berge zum FC Burnley. Ein Jahr später folgte der Wechsel zum FC Fulham, dort unterschrieb er einen Vertrag bis 2029.

## Nationalmannschaft
Berge spielte für fast alle norwegische Jugend-Nationalmannschaften und debütierte am 26. März 2017 auch in der A-Auswahl beim EM-Qualifikationsspiel in Belfast gegen Nordirland (0:2). Sein erstes Tor erzielte er am 5. September 2019 beim 2:0-Heimsieg über Malta.

## Erfolge
- Belgischer Meister: 2019
- Gewinner des belgischen Supercups: 2019